# زاك ريان
زاك ريان (بالإنجليزية: Zach Ryan)‏ هو لاعب كرة قدم أمريكي في مركز الهجوم، ولد في 14 يناير 1999 في Chatham Township, New Jersey ‏ في الولايات المتحدة. لعب مع نيويورك ريد بولز.

## وصلات خارجية
- زاك ريان على موقع الدوري الأمريكي (الإنجليزية)
- زاك ريان على موقع قاعدة بيانات كرة القدم.إي يو (الإنجليزية)